# Eduard Alexejewitsch Worganow
Eduard Alexejewitsch Worganow (russisch Эдуард Алексеевич Ворганов, englische Transkription Eduard Vorganov; * 7. Dezember 1982 in Woronesch) ist ein ehemaliger russischer Radrennfahrer.

## Sportlicher Werdegang
Eduard Worganow gewann 2004 das Eintagesrennen Memorial Oleg Dyachenko sowie eine Etappe und die Gesamtwertung beim Circuit des Ardennes. Ab 2005 fuhr er für die russische Mannschaft Omnibike Dynamo Moscow, wo er die Gesamtwertung der Five Rings of Moscow für sich entschied. Seit 2007 fährt Worganow für das spanische Professional Continental Team Karpin Galicia, wo er in seiner ersten Saison unter anderem Zweiter bei der Clásica de Almería wurde und an der Vuelta a España teilnahm. 2012 wurde er russischer Meister im Straßenrennen.
Am 16. Januar 2016 wurde Worganow positiv auf das durchblutungsfördernde Herz-Medikament Meldonium getestet, das seit 1. Januar 2016 auf der Liste der verbotenen Präparate steht. Vertrieben wurde es in den baltischen Staaten und in Russland, in Deutschland war das Mittel zu diesem Zeitpunkt nicht zugelassen. Er wurde von seinem Team Katusha mit sofortiger Wirkung suspendiert. Da es sich um den zweiten Dopingfall im Team innerhalb von zwölf Monaten handelte (nach Luca Paolini), musste das Team zunächst eine Sperre von 15 bis 45 Tagen befürchten. Die Disziplinarkommission der UCI sah jedoch von einer Team-Strafe ab. Die Sperre von Worganow selbst wurde im Mai durch die UCI aufgehoben, da nicht ausgeschlossen werden konnte, dass das Meldonium noch vor dem 1. Januar 2016 – legal – eingenommen wurde. Er kehrte jedoch nicht mehr in den professionellen Radsport zurück.
Von 2017 bis 2019 fuhr er drei Jahre für den Minsk Cycling Club. Neben einer Reihe weiterer Podiumsplatzierungen erzielte er mit einem Etappenerfolg und der Gesamtwertung bei der Tour of Mersin 2018 die letzten Siege seiner Karriere. Nach der Saison 2019 beendete er im Alter von 37 Jahren seine Karriere als Radrennfahrer.

## Erfolge
2004
- Memorial Oleg Dyachenko
- Gesamtwertung und eine Etappe Circuit des Ardennes

2005
- Gesamtwertung Five Rings of Moscow

2007
- Clásica de Almería[4]

2012
- Russischer Meister – Straßenrennen

2015
- Mannschaftszeitfahren Österreich-Rundfahrt

2018
- Gesamtwertung, Bergwertung und eine Etappe Tour of Mersin

## Platzierungen bei den Grand Tours
| Grand Tour            | 2007 | 2008 | 2009 | 2010 | 2011 | 2012 | 2013 | 2014 | 2015 |
| --------------------- | ---- | ---- | ---- | ---- | ---- | ---- | ---- | ---- | ---- |
| Giro d’ItaliaGiro     | –    | –    | 23   | –    | 37   | –    | –    | 55   | –    |
| Tour de FranceTour    | –    | –    | –    | 79   | –    | 19   | 48   | –    | –    |
| Vuelta a EspañaVuelta | 70   | 60   | 26   | –    | 43   | –    | –    | 46   | 39   |